# Liste der Bodendenkmäler in Kastl (Lauterachtal)
Auf dieser Seite sind die Bodendenkmäler in dem Oberpfälzer Markt Kastl zusammengestellt. Diese Tabelle ist eine Teilliste der Liste der Bodendenkmäler in Bayern. Grundlage ist die Bayerische Denkmalliste, die auf Basis des Bayerischen Denkmalschutzgesetzes vom 1. Oktober 1973 erstmals erstellt wurde und seither durch das Bayerische Landesamt für Denkmalpflege geführt wird. Die folgenden Angaben ersetzen nicht die rechtsverbindliche Auskunft der Denkmalschutzbehörde.

## Bodendenkmäler in Kastl
| Lage                            | Objekt | Akten-Nr.     | Bild           |
| ------------------------------- | --- | ------------- | -------------- |
| Kastl (Lauterachtal) (Standort) | Vorgeschichtlicher Bestattungsplatz mit Grabhügeln. | D-3-6536-0036 |                |
| Kastl (Lauterachtal) (Standort) | Vorgeschichtlicher Bestattungsplatz mit Grabhügeln. | D-3-6635-0016 |                |
| Kastl (Lauterachtal) (Standort) | Mesolithische Freilandstation. | D-3-6635-0017 |                |
| Kastl (Lauterachtal) (Standort) | Mesolithische Freilandstation, vorgeschichtlicher Bestattungsplatz mit verebneten Grabhügeln.                                                                                                  | D-3-6635-0019 |                |
| Lauterhofen (Standort)          | Mittelalterlicher Burgstall. | D-3-6635-0051 |                |
| Kastl (Lauterachtal) (Standort) | Vorgeschichtlicher Bestattungsplatz mit verebneten Grabhügeln. | D-3-6635-0067 |                |
| Kastl (Lauterachtal) (Standort) | Verebnete vorgeschichtliche Grabhügel. | D-3-6635-0069 |                |
| Kastl (Lauterachtal) (Standort) | Vorgeschichtlicher Bestattungsplatz mit Grabhügeln. | D-3-6635-0072 |                |
| Kastl (Lauterachtal) (Standort) | Vorgeschichtlicher Bestattungsplatz mit Grabhügeln. | D-3-6635-0073 |                |
| Kastl (Lauterachtal) (Standort) | Vorgeschichtlicher Bestattungsplatz mit Grabhügeln. | D-3-6635-0074 |                |
| Kastl (Lauterachtal) (Standort) | Vorgeschichtlicher Bestattungsplatz mit verebneten Grabhügeln. | D-3-6635-0075 |                |
| Kastl (Lauterachtal) (Standort) | Vorgeschichtlicher Bestattungsplatz mit Grabhügeln. | D-3-6635-0076 |                |
| Kastl (Lauterachtal) (Standort) | Vorgeschichtlicher Bestattungsplatz mit mindestens einem Grabhügel. | D-3-6635-0078 |                |
| Kastl (Lauterachtal) (Standort) | Vorgeschichtlicher Bestattungsplatz mit Grabhügeln. | D-3-6635-0079 |                |
| Kastl (Lauterachtal) (Standort) | Vorgeschichtlicher Bestattungsplatz mit Grabhügeln. | D-3-6635-0080 |                |
| Kastl (Lauterachtal) (Standort) | Höhle Osterloch (E 23) mit bronzezeitlichen, urnenfelderzeitlichen, latènezeitlichen und mittelalterlichen Funden sowie menschlichen Skelettresten.                                            | D-3-6635-0081 | weitere Bilder |
| Kastl (Lauterachtal) (Standort) | Vorgeschichtlicher Bestattungsplatz mit Grabhügeln. | D-3-6635-0082 |                |
| Kastl (Lauterachtal) (Standort) | Siedlung der Bronzezeit. | D-3-6635-0083 |                |
| Kastl (Lauterachtal) (Standort) | Endneolithische Siedlung. | D-3-6635-0096 |                |
| Kastl (Lauterachtal) (Standort) | Siedlung der Hallstattzeit. | D-3-6635-0097 |                |
| Kastl (Lauterachtal) (Standort) | Siedlung oder Gräber der Hallstattzeit, Siedlung der Spätlatènezeit. | D-3-6635-0100 |                |
| Kastl (Lauterachtal) (Standort) | Siedlung der Spätlatènezeit. | D-3-6635-0101 |                |
| Kastl (Lauterachtal) (Standort) | Siedlung der Urnenfelderzeit. | D-3-6635-0118 |                |
| Kastl (Lauterachtal) (Standort) | Vorgeschichtliche Siedlung. | D-3-6635-0119 |                |
| Kastl (Lauterachtal) (Standort) | Archäologische Befunde im Bereich der Burgruine Schweppermannsburg in Pfaffenhofen, Höhensiedlungen der Späthallstatt-/Frühlatènezeit und des Frühmittelalters.                                | D-3-6635-0121 |                |
| Kastl (Lauterachtal) (Standort) | Archäologische Befunde des Mittelalters und der frühen Neuzeit im Bereich der Kath. Kirche St. Martin in Pfaffenhofen.                                                                         | D-3-6635-0122 |                |
| Kastl (Lauterachtal) (Standort) | Archäologische Befunde des Mittelalters und der frühen Neuzeit im Bereich der Kath. Kirche St. Lampert, darunter die Spuren von Vorgängerbauten bzw. älterer Bauphasen.                        | D-3-6635-0191 |                |
| Kastl (Lauterachtal) (Standort) | Siedlungen des Endneolithikums und der Bronzezeit. | D-3-6635-0199 |                |
| Kastl (Lauterachtal) (Standort) | Mesolithische Freilandstation. | D-3-6635-0200 |                |
| Kastl (Lauterachtal) (Standort) | Ringwall vor- und frühgeschichtlicher Zeitstellung, Höhensiedlung der Hallstattzeit. | D-3-6636-0005 |                |
| Kastl (Lauterachtal) (Standort) | Vorgeschichtliche Siedlung. | D-3-6636-0008 |                |
| Kastl (Lauterachtal) (Standort) | Höhle F 104 (Eichelberghöhle, Fuchsloch) mit Funden der Späthallstatt- /Frühlatènezeit und des Hochmittelalters.                                                                               | D-3-6636-0009 |                |
| Kastl (Lauterachtal) (Standort) | Mittelalterlicher Burgstall. | D-3-6636-0014 |                |
| Kastl (Lauterachtal) (Standort) | Zwei Höhlen (Hausberggrotten, E 22a und b) mit vorgeschichtlichen Funden. | D-3-6636-0015 |                |
| Kastl (Lauterachtal) (Standort) | Vorgeschichtlicher Bestattungsplatz mit Grabhügeln. | D-3-6636-0016 |                |
| Kastl (Lauterachtal) (Standort) | Vorgeschichtlicher Bestattungsplatz mit verebneten Grabhügeln. | D-3-6636-0017 |                |
| Kastl (Lauterachtal) (Standort) | Bestattungsplatz der Hallstatt- und Frühlatènezeit mit verebneten Grabhügeln. | D-3-6636-0018 |                |
| Kastl (Lauterachtal) (Standort) | Wallanlage vor- und frühgeschichtlicher Zeitstellung. | D-3-6636-0019 |                |
| Kastl (Lauterachtal) (Standort) | Mesolithische Freilandstation. | D-3-6636-0020 |                |
| Kastl (Lauterachtal) (Standort) | Nördliche Kupferberghöhle (E 50a) mit Funden der Späthallstatt-/Frühlatènezeit und menschlichen Skelettresten.                                                                                 | D-3-6636-0021 |                |
| Kastl (Lauterachtal) (Standort) | Südliche Kupferberghöhle (E 50b) mit Funden der Bronzezeit und der Frühlatènezeit. | D-3-6636-0022 |                |
| Kastl (Lauterachtal) (Standort) | Vorgeschichtlicher Bestattungsplatz mit Grabhügeln. | D-3-6636-0024 |                |
| Kastl (Lauterachtal) (Standort) | Vorgeschichtlicher Bestattungsplatz mit Grabhügeln. | D-3-6636-0025 |                |
| Kastl (Lauterachtal) (Standort) | Mesolithische Freilandstation, neolithische Siedlung. | D-3-6636-0027 |                |
| Kastl (Lauterachtal) (Standort) | Mesolithische Freilandstation. | D-3-6636-0028 |                |
| Kastl (Lauterachtal) (Standort) | Mesolithische Freilandstation. | D-3-6636-0029 |                |
| Kastl (Lauterachtal) (Standort) | Mesolithische Freilandstation. | D-3-6636-0030 |                |
| Kastl (Lauterachtal) (Standort) | Bestattungsplatz der Hallstattzeit mit verebneten Grabhügeln. | D-3-6636-0031 |                |
| Kastl (Lauterachtal) (Standort) | Mesolithische Freilandstation, vorgeschichtliche Siedlung. | D-3-6636-0032 |                |
| Kastl (Lauterachtal) (Standort) | Mesolithische Freilandstation. | D-3-6636-0033 |                |
| Kastl (Lauterachtal) (Standort) | Vorgeschichtlicher Bestattungsplatz mit verebneten Grabhügeln. | D-3-6636-0034 |                |
| Kastl (Lauterachtal) (Standort) | Vorgeschichtlicher Bestattungsplatz mit Grabhügeln. | D-3-6636-0035 |                |
| Kastl (Lauterachtal) (Standort) | Vorgeschichtliche Siedlung. | D-3-6636-0069 |                |
| Kastl (Lauterachtal) (Standort) | Archäologische Befunde des Mittelalters und der frühen Neuzeit im Bereich der ehem. Benediktinerabtei Kastl.                                                                                   | D-3-6636-0070 |                |
| Kastl (Lauterachtal) (Standort) | Mittelalterliche Siedlungsbefunde. | D-3-6636-0071 |                |
| Kastl (Lauterachtal) (Standort) | Archäologische Befunde der frühen Neuzeit im Bereich der Kath. Marktkirche St. Christophorus in Kastl.                                                                                         | D-3-6636-0081 |                |
| Kastl (Lauterachtal) (Standort) | Archäologische Befunde des Mittelalters und der frühen Neuzeit im Bereich der Kath. Kirche St. Vitus in Utzenhofen, darunter die Spuren von Vorgängerbauten bzw. älterer Bauphasen.            | D-3-6636-0082 |                |
| Kastl (Lauterachtal) (Standort) | Mesolithische Freilandstation. | D-3-6636-0087 |                |
| Kastl (Lauterachtal) (Standort) | Mesolithische Freilandstation. | D-3-6636-0088 |                |
| Kastl (Lauterachtal) (Standort) | Archäologische Befunde des Mittelalters und der frühen Neuzeit im Bereich der Kath. Kirche St. Nikolaus in Umelsdorf.                                                                          | D-3-6636-0089 |                |
| Kastl (Lauterachtal) (Standort) | Archäologische Befunde des Mittelalters und der frühen Neuzeit im Bereich der Kath. Nebenkirche St. Stephan in Freischweibach, darunter die Spuren von Vorgängerbauten bzw. älterer Bauphasen. | D-3-6636-0090 |                |